# Gebaarde ijskabeljauwen
Gebaarde ijskabeljauwen (Artedidraconidae) zijn een familie van straalvinnige vissen uit de orde van Baarsachtigen (Perciformes).

## Geslachten
- Artedidraco Lönnberg, 1905
- Dolloidraco Roule, 1913
- Histiodraco Regan, 1914
- Pogonophryne Regan, 1914